# Zjevení Panny Marie v Garabandalu
Zjevení Panny Marie v Garabandalu je nadpřirozená událost, kdy se ve španělské vesnici San Sebastian de Garabandal zjevovala Panna Marie a archanděl Michael. K tomuto jevu došlo v letech 1961-1965. Tou dobou probíhal Druhý vatikánský koncil. Panna Marie se zjevovala čtyřem dívkám, předkládala jim důležitá poselství týkající se předpovědi o katastrofě světa.

## Průběh zjevení
První zjevení se odehrálo dne 18. června 1961 ve španělské vesnici San Sebastian de Garabandal. Tehdy se archanděl Michael ve svém příchodu zjevil čtyřem dívkám: Conchitě, Marií Dolores (Mari-Loli nebo jen Loli) Mazon, Jacinty Gonzalesové a Marií Cruz (Mari-Cruz) Gonzalesové. 1. července jim archanděl Michael sdělil zjevení Panny Marie následujícího dne.

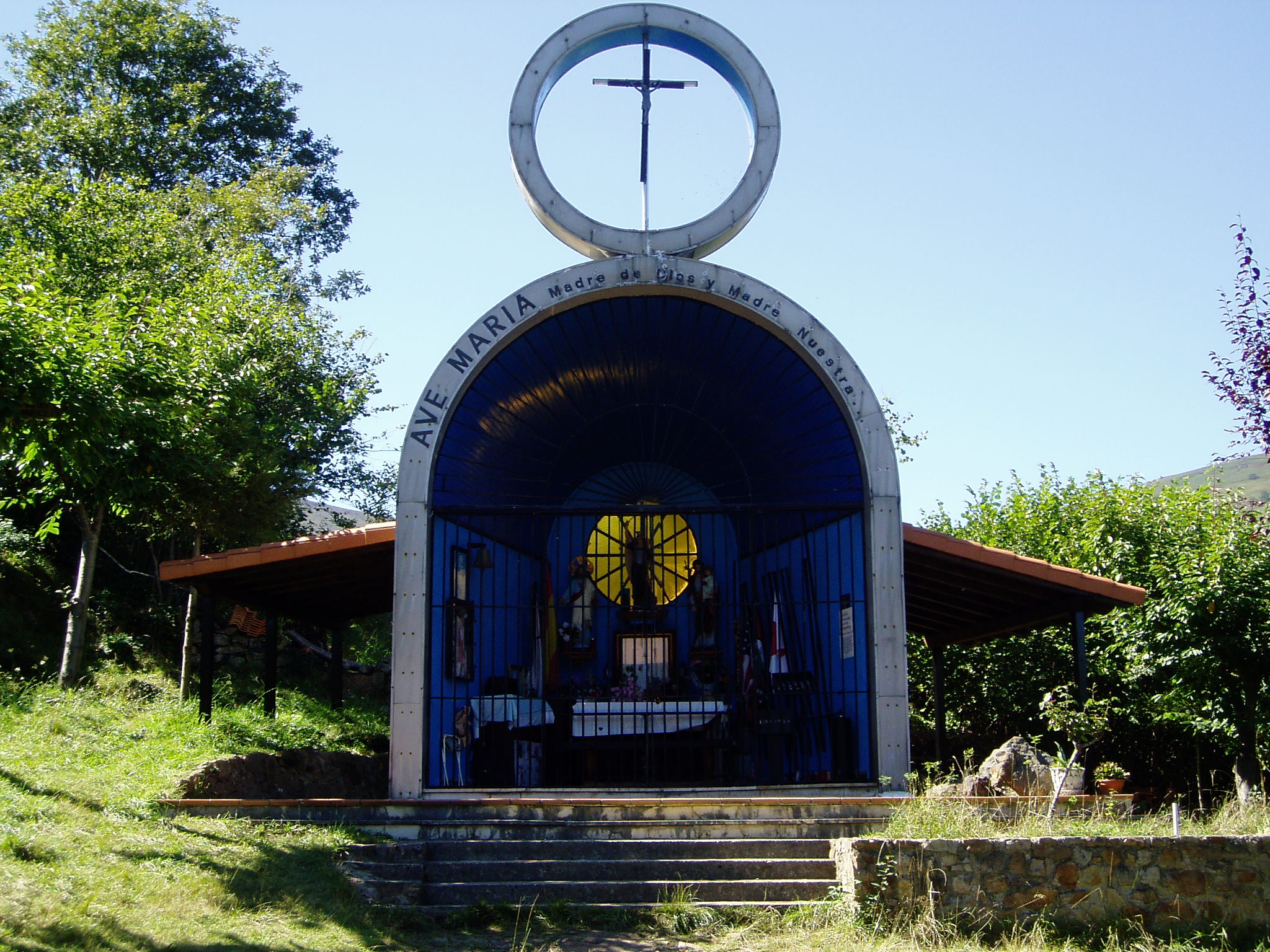
Kaple svatého archanděla Michaela v Garabandalu

## První zjevení Panny Marie v Garabandalu
Dne 2. července v neděli se zjevila dívkám Panna Marie spolu s dvěma archanděly: Michaelem a Gabrielem. Dívky se k Matce Boží modlily a ona je naučila správně se modlit. 

## Extáze dívek
V letech 1961–1963 dívky prožívaly silné extáze, když se jim zjevila Panna Marie. Padly k zemi na ostré kameny s takovým hlukem, že neměly žádnou bolest a poranění během zjevení.

## Poslední zjevení Panny Marie v Garabandalu
Poslední dvě zjevení Panny Marie v Garabandalu se odehrála 1. ledna  a 13. listopadu 1965. Dvě zjevení se týkala Conchity, která později tyto události zapsala ve svých dopisech. 

## Poselství Panny Marie z Garabandalu
Panna Marie svým poselstvím dívkám varovala, že jestli se svět nepolepší a že když lidé nebudou proti Bohu páchat méně hříchů, potom z nebe přijde moc velký trest, který bude ještě horší než potopa. Bude to jev, který se bude nazývat na A.